# Государственный симфонический оркестр ПМР
Госуда́рственный симфони́ческий оркестр ПМР — один из крупнейших музыкальных коллективов Приднестровья.

## История оркестра

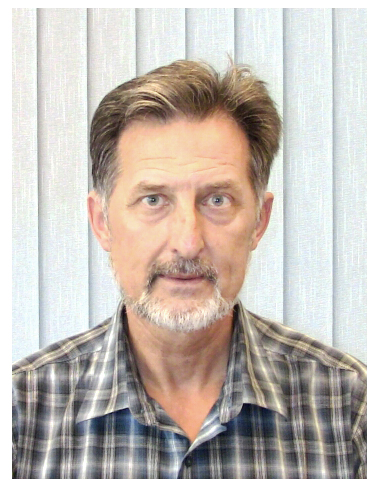
Главный дирижёр — Григорий Мосейко

25 ноября 1994 года постановлением Правительства Приднестровской Молдавской Республики был создан Государственный симфонический оркестр ПМР на базе Приднестровского высшего музыкального колледжа им. А. Г. Рубинштейна. Позже Симфонический оркестр перешел под эгиду ГУ ГКЦ «Дворец Республики».
На сегодняшний день профессиональный коллектив состоит из 65 музыкантов и технических работников.
Симфонический оркестр ежегодно дает до 40 концертов. Приднестровский оркестр провел совместные концерты со скрипачами Максимом Федотовым, Светланой Макаровой, Софией Пропищан, Ириной Пак; пианистами Томасом Пандолфи, Сирель Юве, Мишель Бурдонкль, Эвелиной Питии, дирижёром Стивен Хуанг; оперными певцами Раисой Палму-Рота, Мариной Андреевой и Дмитрием Трапезниковым; народными артистами СССР Марией Биешу и Василием Лановым. Ежегодно даёт совместные с Приднестровским государственным хором концерты.
В январе 2013 года оркестр выступил совместно с известным молдавским композитором Евгением Догой.
Оркестр успешно выезжал на гастроли в Москву, Южную Осетию и в города Приднестровской Молдавской Республики, постоянно участвует во всех правительственных мероприятиях.

## Награды оркестра
- Грамоты и благодарственные письма Президента ПМР
- Грамоты и благодарственные письма Глав государственных администраций ПМР
- Удостоен звания «Заслуженный коллектив республики»[5]

## Дирижёры оркестра
Первым дирижёром был Александр Новосельский, затем его на этом посту сменил Юрий Батуев. А в 1999 году Главным дирижёром оркестра стал народный артист ПМР Григорий Мосейко.

## Галерея

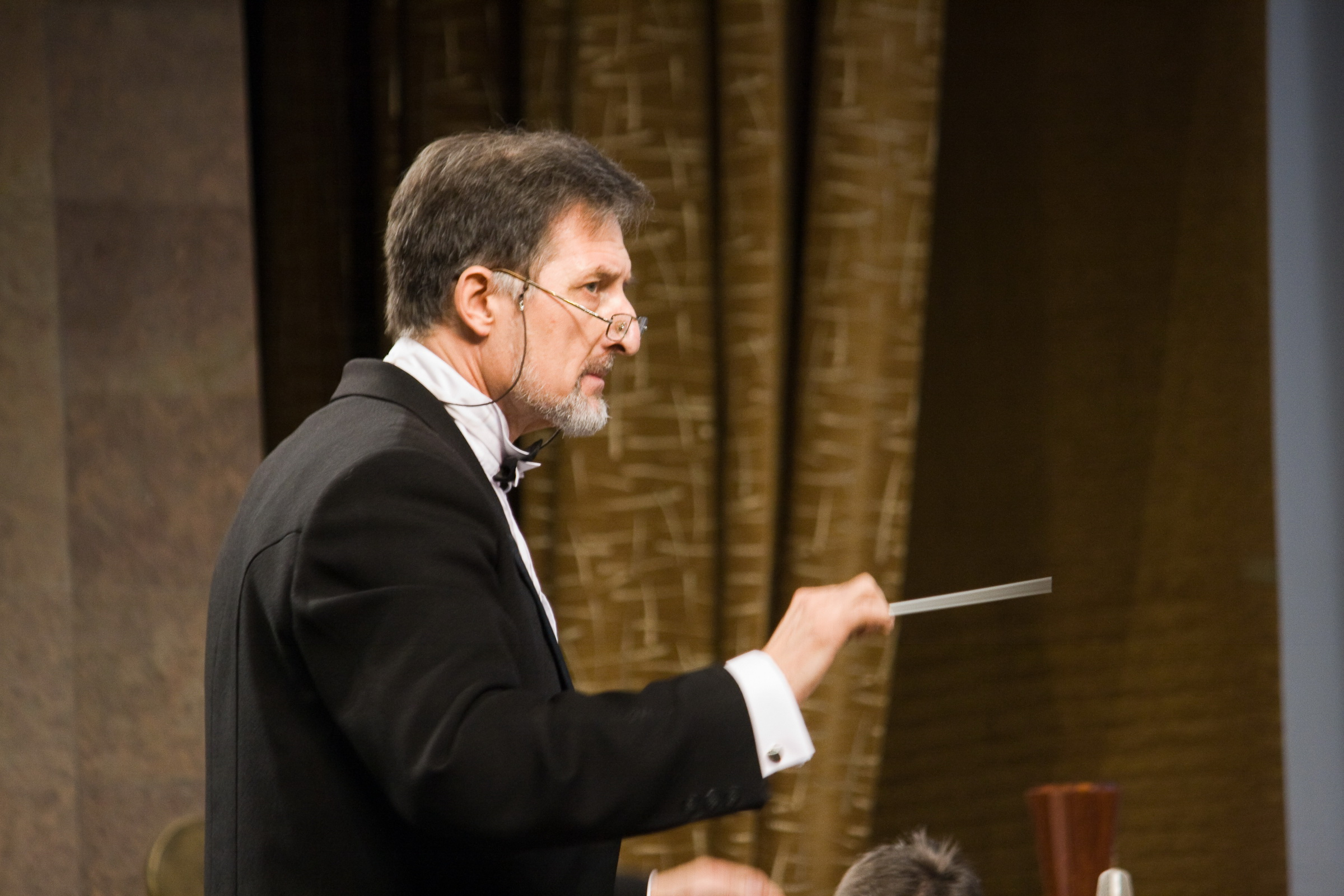
Григорий Мосейко
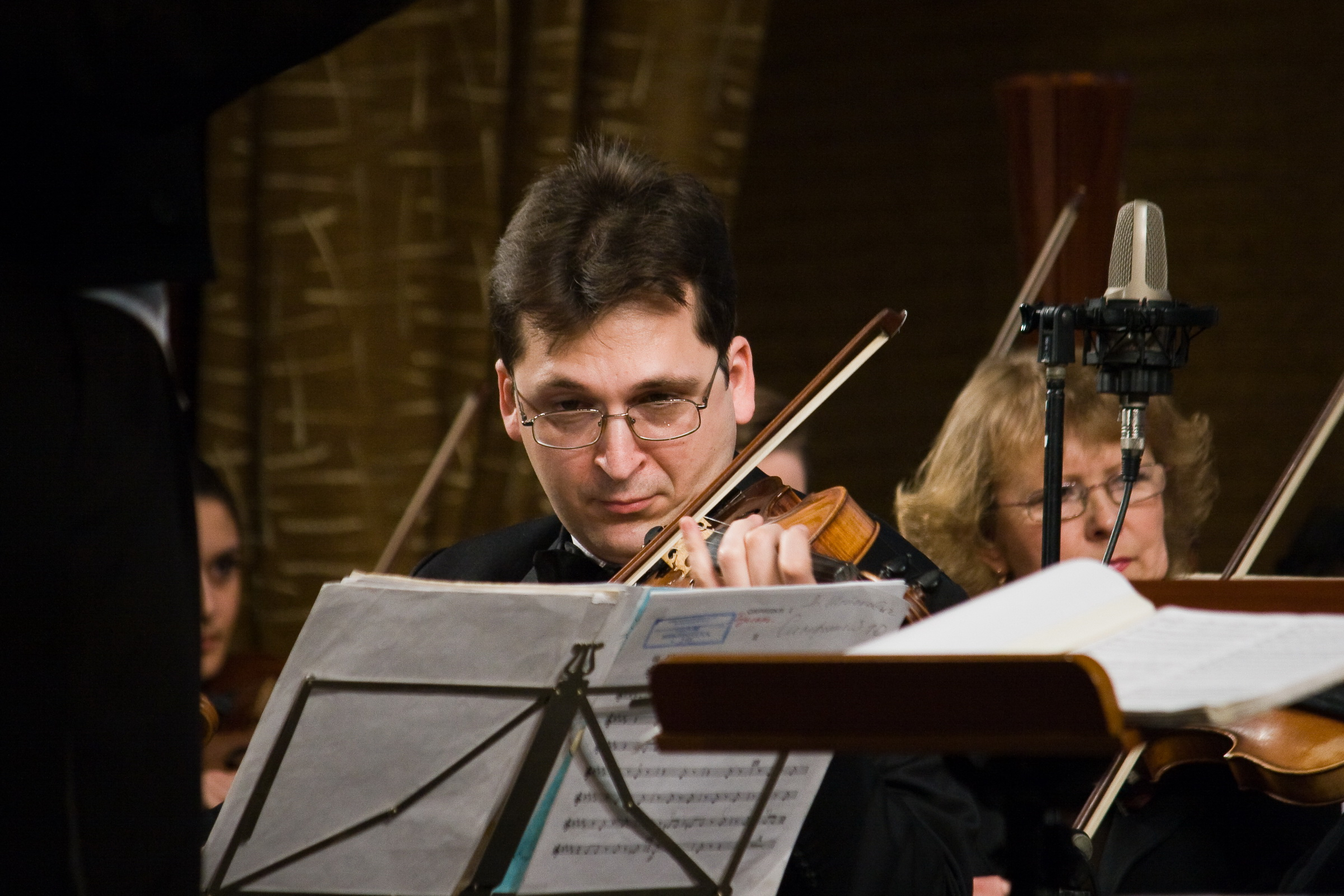
Скрипач оркестра
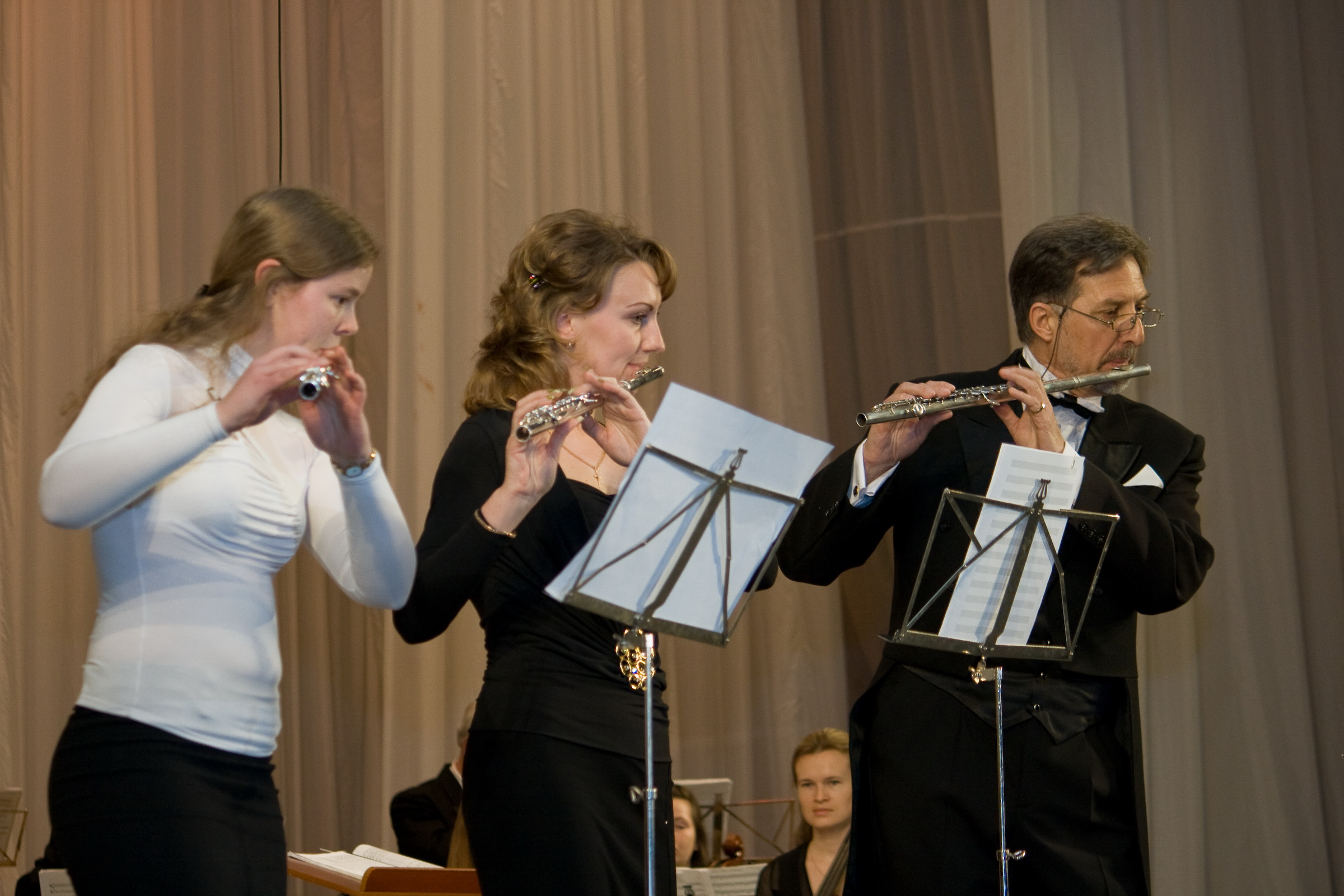
Соло на флейте
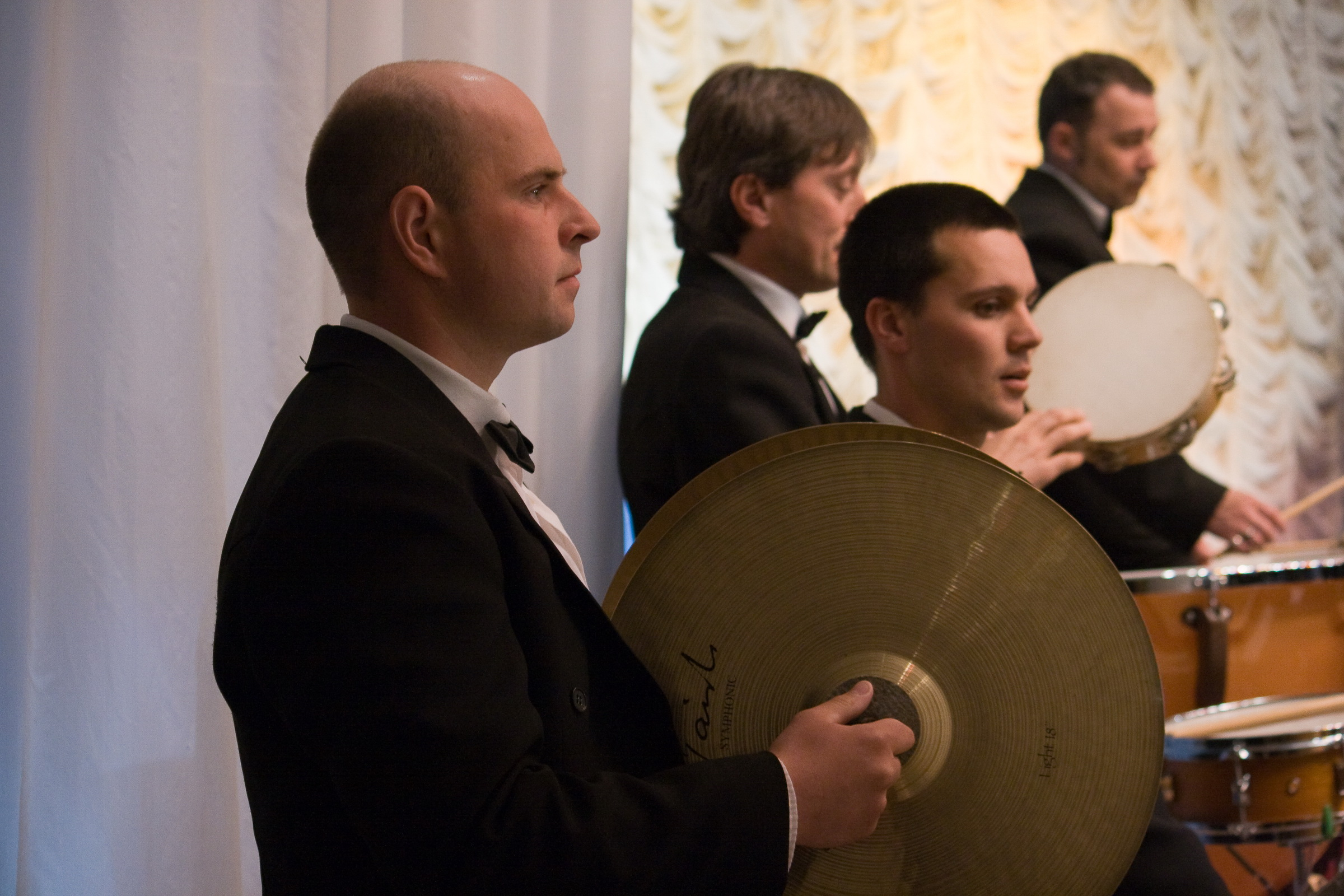
Ударные инструменты оркестра
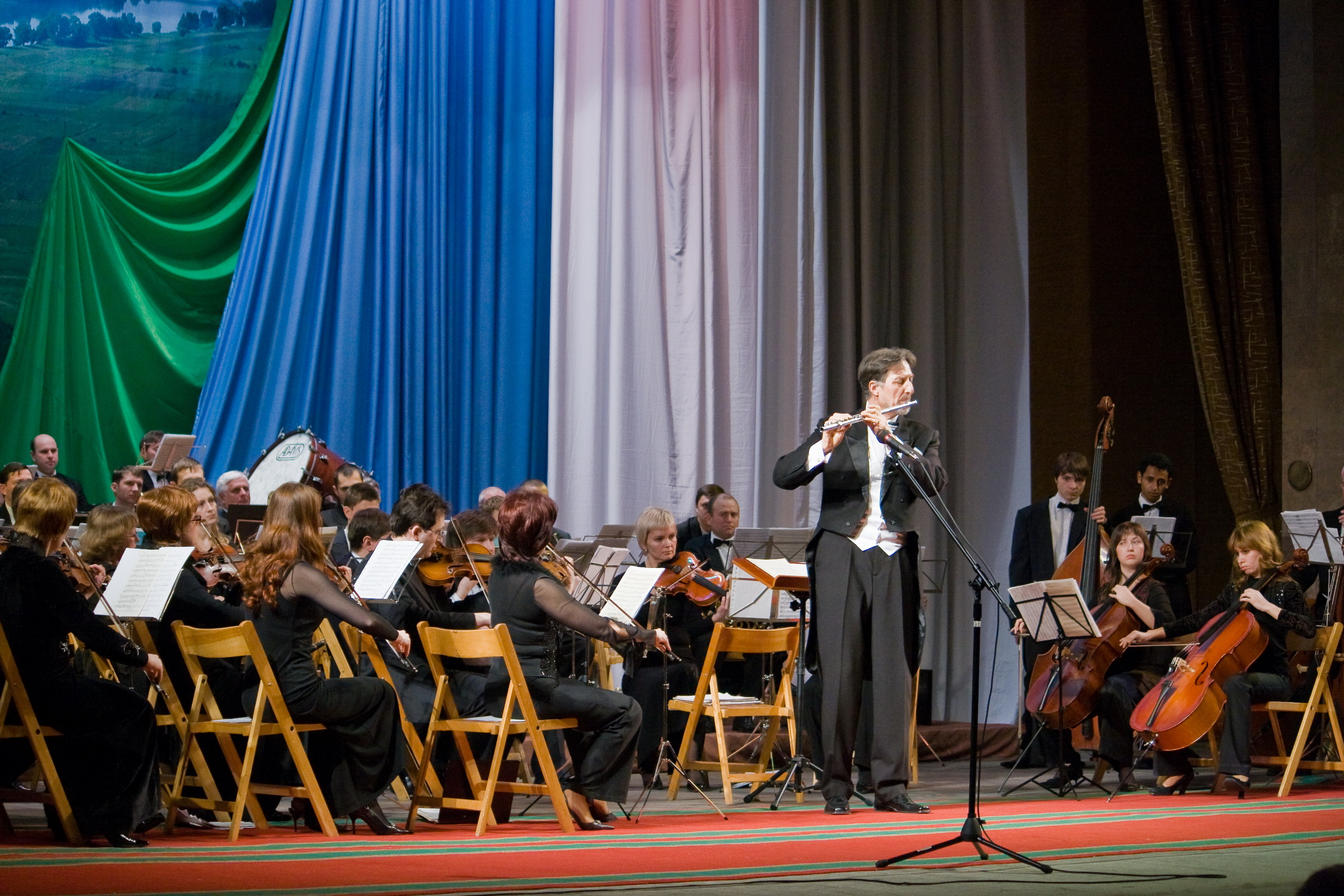
Григорий Мосейко играет на флейте
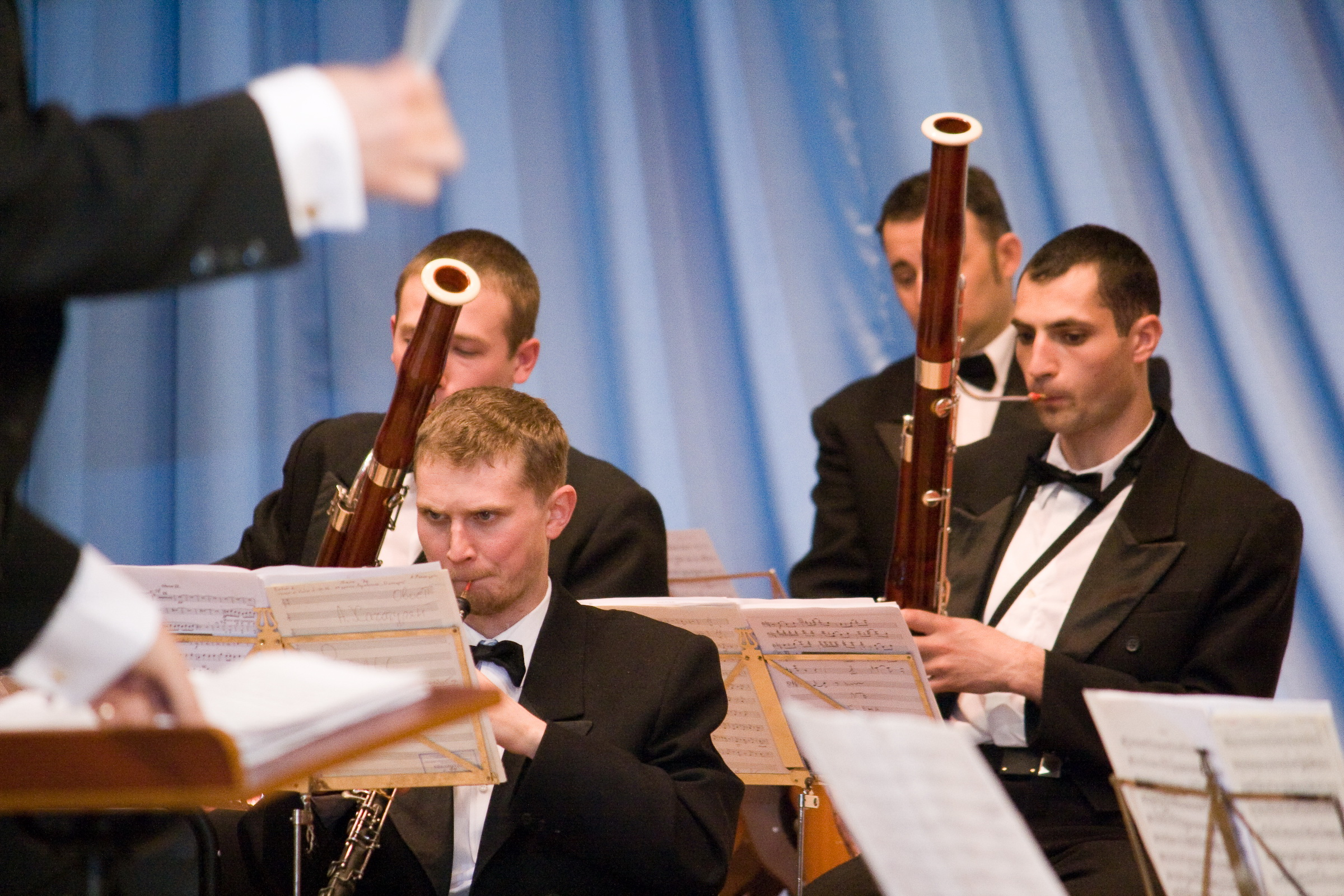
Духовые инструменты оркестра
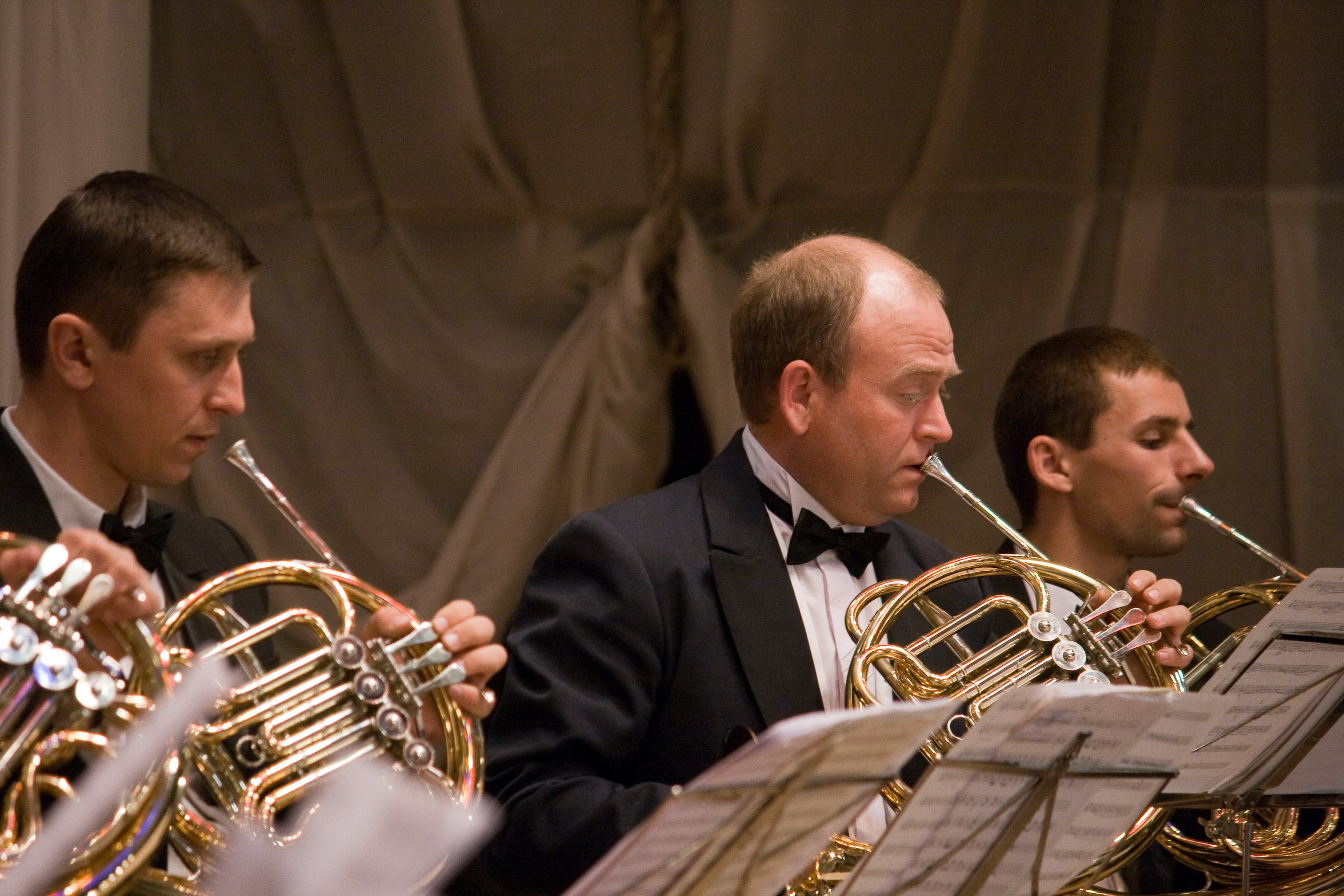
Духовые инструменты оркестра